# خوس فوخلس
خوس فوخلس (انگلیسی: Guus Vogels؛ زادهٔ ۲۶ مارس ۱۹۷۵) بازیکن هاکی روی چمن اهل هلند بود.